# يانينا يانتيس شافروفا
يَانِينَا مَارِيَا يَانْتِيسْ شَافِرُوفَا (بالبولندية: Janina Maria Jentys-Szaferowa) كانت عَالِمةَ نباتٍ بولندية، ولدت في 24 يونيو 1895 بكراكوف وتوفيت في 16 يناير 1983 بكراكوف.